# Stade Pierre-Aliker
Pour les articles homonymes, voir Dillon.
Le stade Pierre-Aliker, anciennement stade d'Honneur de Dillon, est le principal stade de la ville de Fort-de-France et le plus grand stade de la Martinique et des Antilles-françaises.
Consacré au football et à l'athlétisme, sa capacité est de 16 300 places.
Il est le stade de plusieurs clubs locaux et des grands rendez-vous du football martiniquais. Le Club Colonial est toutefois l'utilisateur principal de l'enceinte.

## Meeting d'athlétisme du Conseil General de la Martinique
De 1995 à 2005, le stade de Dillon accueille chaque année en avril un meeting international IAAF (Grand Prix II) d'athlétisme : le meeting international du Conseil Général de la Martinique.
La 12e édition en 2006 correspond à un tournant avec le déclassement de l'IAAF même si de grand champions internationaux étaient présents tels qu'Usain Bolt ou Ronald Pognon.
Une 13e et dernière édition du meeting est organisé le 8 mai 2008 et accueille de grands champions internationaux tels que Kim Collins, Derrick Atkins ou Shawn Crawford.

## Les dates marquantes
- Le 10 juin 1993, lors de l'inauguration du Stade de Dillon par Aimé Césaire et Pierre Aliker, l'équipe de France A' de football battait l'Équipe de Colombie de football[4] sur le score de 3 buts à 1.

- Du 3 au 5 avril 1999, le stade de Dillon accueille les 28e CARIFTA Games.
- 1999 Johnny Hallyday s'y produit en concert .

- Le 24 août 2005, il a accueilli la cérémonie d'hommage national pour les  victimes de la catastrophe aérienne de la West Caribbean, en présence du président de la République française Jacques Chirac et de son homologue vénézuélien Hugo Chávez.

- Le 9 novembre 2005, l'équipe de France de football y a joué son premier match jamais disputé outre-mer face à l'Équipe du Costa Rica de football[5] et s'impose sur le score de 3 buts à 2 devant 16216 spectateurs[6].

- Le 9 février 2007, il est rebaptisé stade Pierre-Aliker à l'occasion des 100 ans de celui-ci[7].

- Le 20 avril 2008, il a accueilli les obsèques d'Aimé Césaire[8], pour lesquelles s'est déplacé entre autres, le président de la République Nicolas Sarkozy.

- Le 21 juillet 2008, grand concert du groupe Kassav dans le cadre du festival culturel de la ville de Fort-de-France devant 20 000 spectateurs. Kassav à cette occasion fêtait son trentième anniversaire au stade Pierre Aliker.

- Le 16 décembre 2009, concert de la star américaine Lionel Richie devant environ 10 000 spectateurs.

- Du 26 novembre au 5 décembre 2010, le stade accueille la phase finale de la Coupe caribéenne des nations 2010.

- Le 27 juillet 2011, le stade Pierre Aliker accueille le "Grand Méchant Zouk" dans le cadre du 40e festival culturel de la ville de Fort-de-France.

- Le 20 novembre 2011, l'équipe de France de football féminin s'impose contre le Mexique 5-0 en match amical avec le 5e but inscrit par la martiniquaise capitaine des bleues : Wendie Renard.

- Du 19 au 21 avril 2014, le stade Pierre-Aliker accueille les CARIFTA Games. La piste d'athlétisme est rénovée pour l'occasion.

- Du 1er au 4 janvier 2016, le stade accueille camp de détection caribéen de la MLS[9].

- Les 22 et 25 juin 2017, le stade accueille la phase finale de la Coupe caribéenne des nations 2017.

## Équipe de France de football
| Date            | Match               | Score | Compétition  | Affluence |
| --------------- | ------------------- | ----- | ------------ | --------- |
| 9 novembre 2005 | France - Costa Rica | 3-2   | Match amical | 16 216    |